# Донов Олексій Володимирович
Олексій Володимирович Донов (нар. 5 березня 1975, Німеччина) — український військовослужбовець, полковник 101 ОБрОГШ Збройних сил України, учасник російсько-української війни. Лицар ордена Богдана Хмельницького III ступеня (2015).

## Життєпис
Олексій Донов народився 5 березня 1975 року в сім'ї військовослужбовця в Німеччині.
Після закінчення Військової академії (м. Одеса) служив в артилерійській дивізії, 25-й окремій повітрянодесантній бригаді, заступником командира 93-ї окремої механізованої бригади «Холодний Яр», заступником командира (на 2015) та командиром (2018—2021) 101-ї окремої бригади охорони Генерального Штабу Збройних сил України.
У 2015 році отримав поранення ніг під Дебальцевим на Донеччині.

## Нагороди
- орден Богдана Хмельницького III ступеня (14 березня 2015) — за особисту мужність і високий професіоналізм, виявлені у захисті державного суверенітету та територіальної цілісності України[3].